# Sekai Project
Sekai Project là một công ty và nhà phát hành video game có trụ sở tại Hoa Kỳ. Được biết đến chủ yếu qua việc cấp phép và dịch thuật một lượng lớn visual novel Nhật Bản cho thị trường người dùng tiếng Anh, nhưng họ cũng phát hành một số visual novel nguyên ngữ tiếng Anh ngoài Nhật Bản, manga, và các trò chơi không phải visual novel khác.

## Lịch sử
Sekai Project khởi đầu vào năm 2007 như một nhóm dịch thuật của người hâm mộ, qua visual novel School Days của 0verflow. Về sau họ trở thành đối tác của JAST USA, đồng nghĩa bản dịch của fan ấy trở thành phiên bản Anh ngữ chính thức của School Days. Sekai Project bắt đầu phát hành các tác phẩm dịch của họ trên Steam từ năm 2014; tựa game đầu tiên của họ, World End Economica episode.01 sáng tác bởi Hasekura Isuna, ra mắt trong tháng 6. Sekai Project sử dụng nền tảng gây quỹ Kickstarter nhằm kêu gọi đầu tư cho việc dịch thuật nhiều tác phẩm. Tháng 11 năm 2014, họ khởi động chiến dịch gây quỹ Kickstarter huy động vốn dịch visual novel CLANNAD của Key sang tiếng Anh. Chiến dịch cuối cùng vượt quá mục tiêu 140,000 đô la Mỹ ban đầu của nó và cán đích với 500,000 đô la Mỹ. Tháng 7 năm 2015, Sekai Project thông báo họ đã sẵn sàng bản địa hóa manga ngoài các sản phẩm video game truyền thống, bắt đầu với loạt tiểu thuyết Gate.
Bởi vì Steam không cho phép các trò chơi có nội dung người lớn bán trên nền tảng của họ, Sekai Project phát hành các tựa game người lớn thông qua công ty đối tác Denpasoft. Đối với những tác phẩm như Grisaia no Kajitsu, phiên bản mọi lứa tuổi có thể mua trên Steam, trong khi phiên bản người lớn được bán trực tiếp trên trang web của Denpasoft.
Năm 2017, công ty trở thành đối tác của Humble Bundle, một thị trường trực tuyến nơi các trò chơi được bán tùy theo những gì người khác chi trả cho chúng. Như một lẽ thường tình với Humble Bundle, người dùng cũng có thể quyên góp một khoản thanh toán cho tổ chức từ thiện mà họ lựa chọn.

## Tác phẩm

### Trò chơi đã phát hành
| Nhan đề                                               | Phát triển                       | Ngày phát hành       | Tham khảo |
| ----------------------------------------------------- | -------------------------------- | -------------------- | --------- |
| World End Economica episode.01                        | Spicy Tails                      | 17 tháng 6 năm 2014  | [ 8 ]     |
| Sunrider: Mask of Arcadius                            | Love in Space                    | 9 tháng 7 năm 2014   | [ 9 ]     |
| Sakura Spirit                                         | Winged Cloud                     | 9 tháng 7 năm 2014   | [ 10 ]    |
| planetarian ~Chiisana Hoshi no Yume~                  | Key                              | 12 tháng 9 năm 2014  | [ 11 ]    |
| Rising Angels: Reborn                                 | IDHAS Studios                    | 12 tháng 9 năm 2014  | [ 12 ]    |
| Pyrite Heart                                          | Winged Cloud                     | 25 tháng 9 năm 2014  | [ 13 ]    |
| Fault Milestone One                                   | Alice in Dissonance              | 15 tháng 12 năm 2014 | [ 14 ]    |
| Nekopara Vol. 1                                       | Neko Works                       | 29 tháng 12 năm 2014 | [ 15 ]    |
| Sakura Angels                                         | Winged Cloud                     | 16 tháng 1 năm 2015  | [ 16 ]    |
| The Way We All Go                                     | ebi-hime                         | 24 tháng 3 năm 2015  | [ 17 ]    |
| Sunrider Academy                                      | Love in Space                    | 15 tháng 4 năm 2015  | [ 18 ]    |
| Narcissu 1 và 2                                       | stage-nana                       | 24 tháng 4 năm 2015  | [ 19 ]    |
| The Reject Demon: Toko Chapter 0 — Prelude            | Lupiesoft                        | 8 tháng 5 năm 2015   | [ 20 ]    |
| Love at First Sight                                   | Creepy Cute                      | 18 tháng 5 năm 2015  | [ 21 ]    |
| Tobari and the Night of the Curious Moon              | Desunoya                         | 26 tháng 5 năm 2015  | [ 22 ]    |
| Sakura Fantasy Chapter 1                              | Winged Cloud                     | 29 tháng 5 năm 2015  | [ 23 ]    |
| Grisaia no Kajitsu                                    | Front Wing                       | 29 tháng 5 năm 2015  | [ 24 ]    |
| Raiders Sphere 4th                                    | Rectangle                        | 1 tháng 6 năm 2015   | [ 25 ]    |
| Ame no Marginal                                       | stage-nana                       | 7 tháng 7 năm 2015   | [ 26 ]    |
| World End Economica episode.02                        | Spicy Tails                      | 21 tháng 7 năm 2015  | [ 27 ]    |
| Machina of the Planet Tree -Planet Ruler-             | Denneko Yuugi                    | 28 tháng 7 năm 2015  | [ 28 ]    |
| Idol Magical Girl Chiru Chiru Michiru Part 1          | Front Wing                       | 29 tháng 7 năm 2015  | [ 29 ]    |
| Idol Magical Girl Chiru Chiru Michiru Part 2          | Front Wing                       | 29 tháng 7 năm 2015  | [ 30 ]    |
| Sakura Clicker                                        | Winged Cloud                     | 29 tháng 7 năm 2015  | [ 31 ]    |
| Asphyxia                                              | ebi-hime                         | 4 tháng 8 năm 2015   | [ 32 ]    |
| Sakura Beach                                          | Winged Cloud                     | 14 tháng 8 năm 2015  | [ 33 ]    |
| Nekopara Vol. 0                                       | Neko Works                       | 17 tháng 8 năm 2015  | [ 34 ]    |
| Fault Milestone Two Side: Above                       | Alice in Dissonance              | 7 tháng 9 năm 2015   | [ 35 ]    |
| Sakura Swim Club                                      | Winged Cloud                     | 11 tháng 9 năm 2015  | [ 36 ]    |
| Sound of Drop: Fall Into Poison                       | aiueoKompany                     | 30 tháng 10 năm 2015 | [ 37 ]    |
| G Senjō no Maō                                        | Akabeisoft2                      | 5 tháng 11 năm 2015  | [ 38 ]    |
| Sakura Beach 2                                        | Winged Cloud                     | 6 tháng 11 năm 2015  | [ 39 ]    |
| Written in the Sky                                    | Unwonted Studios                 | 9 tháng 11 năm 2015  | [ 40 ]    |
| Yohjo Simulator                                       | Deadfactory                      | 17 tháng 11 năm 2015 | [ 41 ]    |
| CLANNAD                                               | Key                              | 23 tháng 11 năm 2015 | [ 42 ]    |
| Reverse x Reverse                                     | Desunoya                         | 10 tháng 12 năm 2015 | [ 43 ]    |
| Was: The Hourglass of Lepidoptera                     | SRL                              | 15 tháng 12 năm 2015 | [ 44 ]    |
| Sakura Santa                                          | Winged Cloud                     | 21 tháng 12 năm 2015 | [ 45 ]    |
| Strawberry Vinegar                                    | ebi-hime                         | 5 tháng 1 năm 2016   | [ 46 ]    |
| The Sad Story of Emmeline Burns                       | ebi-hime                         | 5 tháng 1 năm 2016   | [ 47 ]    |
| No One But You                                        | Unwonted Studios                 | 19 tháng 1 năm 2016  | [ 48 ]    |
| Narcissu 10th Anniversary Anthology Project           | stage-nana                       | 27 tháng 1 năm 2016  | [ 49 ]    |
| Rabi-Ribi                                             | CreSpirit                        | 28 tháng 1 năm 2016  | [ 50 ]    |
| Nekopara Vol. 2                                       | Neko Works                       | 19 tháng 2 năm 2016  | [ 51 ]    |
| Atom Grrrl!!                                          | Cosmillica                       | 1 tháng 3 năm 2016   | [ 52 ]    |
| Sunrider: Liberation Day                              | Love in Space                    | 4 tháng 3 năm 2016   | [ 53 ]    |
| Rising Angels: Hope                                   | IDHAS Studios                    | 18 tháng 3 năm 2016  | [ 54 ]    |
| Starlight Vega                                        | Razzart Visual                   | 14 tháng 4 năm 2016  | [ 55 ]    |
| Lucid9: Inciting Incident                             | Fallen Snow Studios              | 14 tháng 4 năm 2016  | [ 56 ]    |
| Root Double: Before Crime * After Days                | Regista, Yeti                    | 27 tháng 4 năm 2016  | [ 57 ]    |
| Selenon Rising                                        | Fastermind Games                 | 29 tháng 4 năm 2016  | [ 58 ]    |
| Resette's Prescription: Book of memory, Swaying scale | Liz-Arts                         | 30 tháng 5 năm 2016  | [ 59 ]    |
| Nekopalive                                            | Neko Works                       | 31 tháng 5 năm 2016  | [ 60 ]    |
| CLANNAD –Side Stories–                                | Key                              | 2 tháng 6 năm 2016   | [ 61 ]    |
| Sakura Dungeon                                        | Winged Cloud                     | 3 tháng 6 năm 2016   | [ 62 ]    |
| Manken                                                | 773                              | 13 tháng 6 năm 2016  | [ 63 ]    |
| Highway Blossoms                                      | AlienWorks                       | 17 tháng 6 năm 2016  | [ 64 ]    |
| The Orchard of Stray Sheep                            | Namaage                          | 20 tháng 6 năm 2016  | [ 65 ]    |
| My Little Kitties                                     | Cosen                            | 21 tháng 6 năm 2016  | [ 66 ]    |
| Grisaia no Meikyuu                                    | Front Wing                       | 22 tháng 6 năm 2016  | [ 67 ]    |
| Karakara                                              | calme                            | 27 tháng 6 năm 2016  | [ 68 ]    |
| Empty Horizons                                        | ebi-hime                         | 19 tháng 7 năm 2016  | [ 69 ]    |
| Just Deserts                                          | Vifth Floor                      | 25 tháng 7 năm 2016  | [ 70 ]    |
| Sakura Shrine Girls                                   | Winged Cloud                     | 26 tháng 8 năm 2016  | [ 71 ]    |
| This World Unknown                                    | ebi-hime                         | 2 tháng 9 năm 2016   | [ 72 ]    |
| Sakura Space                                          | Winged Cloud                     | 10 tháng 10 năm 2016 | [ 73 ]    |
| Catch Canvas                                          | Unwonted Studios, Razzart Visual | 14 tháng 10 năm 2016 | [ 74 ]    |
| Sakura Nova                                           | Winged Cloud                     | 20 tháng 10 năm 2016 | [ 75 ]    |
| Ne No Kami: The Two Princess Knights of Kyoto         | Kuro Irodoru Yomiji              | 26 tháng 10 năm 2016 | [ 76 ]    |
| Memory's Dogma CODE:01                                | Liz-Arts                         | 4 tháng 11 năm 2016  | [ 77 ]    |
| AL･FINE                                               | CrimsonRabbit                    | 11 tháng 11 năm 2016 | [ 78 ]    |
| A Magical High School Girl                            | illuCollab                       | 22 tháng 11 năm 2016 | [ 79 ]    |
| Love, Guitars, and the Nashville Skyline              | Cosmillica                       | 22 tháng 11 năm 2016 | [ 80 ]    |
| Magical x Spiral                                      | Broken Desk                      | 20 tháng 12 năm 2016 | [ 81 ]    |
| World End Economica episode.03                        | Spicy Tails                      | 21 tháng 12 năm 2016 | [ 82 ]    |
| Chrono Clock                                          | Purple software                  | 28 tháng 2 năm 2017  | [ 83 ]    |
| Nekopara Vol. 3                                       | Neko Works                       | 26 tháng 5 năm 2017  | [ 84 ]    |

### Trò chơi sẽ phát hành
| Nhan đề                                                                                     | Phát triển          | Tình trạng | Tham khảo |
| ------------------------------------------------------------------------------------------- | ------------------- | ---------- | --------- |
| Dizzy Hearts                                                                                | Lupiesoft           | TBA        | [ 85 ]    |
| Dracu-Riot                                                                                  | Yuzusoft            | TBA        | [ 86 ]    |
| Eternal                                                                                     | Mawari Works        | TBA        | [ 86 ]    |
| Fault Milestone Two Side: Below                                                             | Alice in Dissonance | TBA        | [ 87 ]    |
| Fault - Silence the Pedant                                                                  | Alice in Dissonance | TBA        | [ 87 ]    |
| Island Diary                                                                                | Watakubi            | TBA        | [ 86 ]    |
| Koenchu! The Tale of the Voice Actress                                                      | Zero Zigen          | TBA        | [ 88 ]    |
| Kokonoe Kokoro                                                                              | Nostalgia           | TBA        | [ 89 ]    |
| Moonshot                                                                                    | Fastermind Games    | TBA        | [ 90 ]    |
| Nanairo Reincarnation                                                                       | Silky Plus Alpha    | TBA        | [ 86 ]    |
| NarKarma EngineA                                                                            | Novectacle          | TBA        | [ 86 ]    |
| Ninja Girl and the Mysterious Army of Urban Legend Monsters ~Hunt of the Headless Horseman~ | code;jp             | TBA        | [ 86 ]    |
| November Boy                                                                                | Team ANAGO          | TBA        | [ 91 ]    |
| PacaPlus                                                                                    | PacoProject         | TBA        | [ 92 ]    |
| Rewrite+                                                                                    | Key                 | TBA        | [ 86 ]    |
| Rising Angels: Fates                                                                        | IDHAS Studios       | TBA        | [ 93 ]    |
| Senren * Banka                                                                              | Yuzusoft            | TBA        | [ 86 ]    |
| Shizuku no Oto                                                                              | aiueoKompany        | TBA        | [ 91 ]    |
| Sierra Ops                                                                                  | InnoMen Productions | TBA        | [ 94 ]    |
| Tenshin Ranman: Lucky or Unlucky!?                                                          | Yuzusoft            | TBA        | [ 95 ]    |
| Grisaia no Rakuen                                                                           | Front Wing          | TBA        | [ 96 ]    |
| The Human Reignition Project                                                                | Alienworks          | TBA        | [ 97 ]    |
| The Reject Demon: Toko Chapter 1                                                            | Lupiesoft           | TBA        | [ 93 ]    |
| Witch Boy Magical Piece                                                                     | Rosemary House      | TBA        | [ 95 ]    |

### Các phát hành khác
| Nhan đề                     | Loại truyền thông | Phát triển    | Ngày phát hành    | Tham khảo |
| --------------------------- | ----------------- | ------------- | ----------------- | --------- |
| 2013 Moe Headphones Design  | Sách              | Lunatic Joker | 2014              | [ 98 ]    |
| Gate: Where The JSDF Fought | Manga             | AlphaPolis    | Tháng 12 năm 2016 | [ 99 ]    |
| Clannad Anthology           | Manga             |               | TBA               | [ 100 ]   |
| MikuMikuDance               | Phần mềm miễn phí | Yu Higuchi    | TBA               | [ 101 ]   |
| Ne no Kami                  | Manga             | Fenrir Vier   | TBA               | [ 102 ]   |